# Уиндлер, Дилан
Ди́лан Уи́ндлер (англ. Dylan Windler; род. 22 сентября 1996, Индианаполис) — американский профессиональный баскетболист, выступающий за австралийский клуб «Перт Уайлдкэтс». Играет на позициях атакующего защитника и лёгкого форварда. На студенческом уровне выступал за команду Белмонтского университета «Белмонт Брюинз». На драфте НБА 2019 года он был выбран под двадцать шестым номером командой «Кливленд Кавальерс».

## Карьера в колледже
В первом сезоне на студенческом уровне Уиндлер был игроком скамейки запасных «Белмонт Брюинз» и набирал в среднем 4,3 очка за игру. Во втором сезоне Уиндлер получил место в стартовой пятёрке и набирал в среднем 9,2 очка за игру.
Третий сезон стал прорывным для Уиндлера. Он набирал в среднем 17,3 очка и 9,3 подбора, реализовывая 42,6% трёхочковых бросков. 17 февраля 2018 года Уиндлер провёл один из лучших матчей за Белмонт, набрав 36 очков и 20 подборов, в победе над Морхэд Стэйт со счётом 108—65. По итогам сезона Уиндлер попал в 1-ю сборную конференции долины Огайо.
9 февраля 2019 года Уиндлер обновил личный рекорд результативности, набрав 41 очко, а также реализовал рекордные для себя 8 трёхочковых бросков и добавил к ним 10 подборов и 3 перехвата в победе над Морхэд Стэйт со счётом 96—86. По итогам сезона Уиндлер набирал в среднем 21,3 очка, 10,8 подбора, 2,5 передачи и 1,4 перехвата за игру, реализовывая 42,9% трёхочковых бросков.

## Профессиональная карьера

### Кливленд Кавальерс (2019—2023)
Уиндлер был выбран под 26-м номером на драфте НБА 2019 года клубом «Кливленд Кавальерс». 3 июля 2019 года он подписал с Кливлендом контракт новичка, рассчитанный на 4 года. В январе 2020 года Уиндлер выбыл до конца сезона из-за травмы ноги.
23 декабря 2020 года Уиндлер дебютировал в НБА, выйдя со скамейки запасных, и набрал 3 очка и 2 перехвата в победе над «Шарлотт Хорнетс» со счётом 121—114. 12 февраля 2021 года Уиндлер сделал свой первый дабл-дабл, набрав 12 очков и 10 подборов, в поражении от «Портленд Трэйл Блэйзерс» со счётом 110—129.

### Нью-Йорк Никс/Уэстчестер Никс (2023—2024)
26 июля 2023 года Виндлер подписал двусторонний контракт с «Нью-Йорк Никс», а 21 октября они превратили его сделку в стандартный контракт, прямо перед началом сезона. Виндлера несколько раз отправляли в «Уэстчестер Никс». 13 декабря «Нью-Йорк» отказался от него. Однако два дня спустя он был приобретен «Уэстчестером».

### Лос-Анджелес Лейкерс/Саут-Бей Лейкерс (2024)
6 января 2024 года Уиндлер подписал двусторонний контракт с «Лос-Анджелес Лейкерс».

## Статистика

### Статистика в НБА
| Сезон                                                                                    | Команда  | Регулярный сезон | Регулярный сезон | Регулярный сезон | Регулярный сезон | Регулярный сезон | Регулярный сезон | Регулярный сезон | Регулярный сезон | Регулярный сезон | Регулярный сезон | Регулярный сезон | Серия плей-офф | Серия плей-офф | Серия плей-офф | Серия плей-офф | Серия плей-офф | Серия плей-офф | Серия плей-офф | Серия плей-офф | Серия плей-офф | Серия плей-офф | Серия плей-офф |
| Сезон                                                                                    | Команда  | GP               | GS               | MPG              | FG%              | 3P%              | FT%              | RPG              | APG              | SPG              | BPG              | PPG              | GP             | GS             | MPG            | FG%            | 3P%            | FT%            | RPG            | APG            | SPG            | BPG            | PPG            |
| ---------------------------------------------------------------------------------------- | -------- | ---------------- | ---------------- | ---------------- | ---------------- | ---------------- | ---------------- | ---------------- | ---------------- | ---------------- | ---------------- | ---------------- | -------------- | -------------- | -------------- | -------------- | -------------- | -------------- | -------------- | -------------- | -------------- | -------------- | -------------- |
| 2020/21                                                                                  | Кливленд | 31               | 0                | 16,5             | 43,8             | 33,8             | 77,8             | 3,5              | 1,1              | 0,6              | 0,4              | 5,2              | Не участвовал  | Не участвовал  | Не участвовал  | Не участвовал  | Не участвовал  | Не участвовал  | Не участвовал  | Не участвовал  | Не участвовал  | Не участвовал  | Не участвовал  |
| 2021/22                                                                                  | Кливленд | 50               | 0                | 9,2              | 37,8             | 30,0             | 83,3             | 1,8              | 0,7              | 0,3              | 0,1              | 2,2              | Не участвовал  | Не участвовал  | Не участвовал  | Не участвовал  | Не участвовал  | Не участвовал  | Не участвовал  | Не участвовал  | Не участвовал  | Не участвовал  | Не участвовал  |
| 2022/23                                                                                  | Кливленд | 3                | 0                | 3,5              | 66,7             | 50,0             | -                | 0,0              | 0,3              | 0,3              | 0,0              | 1,7              | Не участвовал  | Не участвовал  | Не участвовал  | Не участвовал  | Не участвовал  | Не участвовал  | Не участвовал  | Не участвовал  | Не участвовал  | Не участвовал  | Не участвовал  |
| 2023/24                                                                                  | Нью-Йорк | 3                | 0                | 2,5              | 50,0             | 50,0             | -                | 0,3              | 0,3              | 0,0              | 0,0              | 1,0              | Не участвовал  | Не участвовал  | Не участвовал  | Не участвовал  | Не участвовал  | Не участвовал  | Не участвовал  | Не участвовал  | Не участвовал  | Не участвовал  | Не участвовал  |
| 2023/24                                                                                  | Лейкерс  | 8                | 0                | 3,5              | 44,4             | 50,0             | -                | 0,4              | 0,8              | 0,0              | 0,0              | 1,5              | Не участвовал  | Не участвовал  | Не участвовал  | Не участвовал  | Не участвовал  | Не участвовал  | Не участвовал  | Не участвовал  | Не участвовал  | Не участвовал  | Не участвовал  |
| 2023/24                                                                                  | Атланта  | 6                | 0                | 12,2             | 52,6             | 47,1             | -                | 2,0              | 0,5              | 0,3              | 0,0              | 4,7              | Не участвовал  | Не участвовал  | Не участвовал  | Не участвовал  | Не участвовал  | Не участвовал  | Не участвовал  | Не участвовал  | Не участвовал  | Не участвовал  | Не участвовал  |
|                                                                                          | Всего    | 101              | 0                | 10,8             | 42,5             | 34,7             | 80,0             | 2,1              | 0,8              | 0,4              | 0,1              | 3,2              | Не участвовал  | Не участвовал  | Не участвовал  | Не участвовал  | Не участвовал  | Не участвовал  | Не участвовал  | Не участвовал  | Не участвовал  | Не участвовал  | Не участвовал  |
| Наведите курсор мыши на аббревиатуры в заголовке таблицы, чтобы прочесть их расшифровку. |          |                  |                  |                  |                  |                  |                  |                  |                  |                  |                  |                  |                |                |                |                |                |                |                |                |                |                |                |

### Статистика в Джи-Лиге
| Сезон                                                                                    | Команда          | Регулярный сезон | Регулярный сезон | Регулярный сезон | Регулярный сезон | Регулярный сезон | Регулярный сезон | Регулярный сезон | Регулярный сезон | Регулярный сезон | Регулярный сезон | Регулярный сезон | Серия плей-офф | Серия плей-офф | Серия плей-офф | Серия плей-офф | Серия плей-офф | Серия плей-офф | Серия плей-офф | Серия плей-офф | Серия плей-офф | Серия плей-офф | Серия плей-офф |
| Сезон                                                                                    | Команда          | GP               | GS               | MPG              | FG%              | 3P%              | FT%              | RPG              | APG              | SPG              | BPG              | PPG              | GP             | GS             | MPG            | FG%            | 3P%            | FT%            | RPG            | APG            | SPG            | BPG            | PPG            |
| ---------------------------------------------------------------------------------------- | ---------------- | ---------------- | ---------------- | ---------------- | ---------------- | ---------------- | ---------------- | ---------------- | ---------------- | ---------------- | ---------------- | ---------------- | -------------- | -------------- | -------------- | -------------- | -------------- | -------------- | -------------- | -------------- | -------------- | -------------- | -------------- |
| 2019/20                                                                                  | Кантон Чардж     | 2                | 0                | 18,5             | 44,4             | 28,6             | 100,0            | 4,0              | 0,0              | 0,5              | 0,0              | 6,5              | Не участвовал  | Не участвовал  | Не участвовал  | Не участвовал  | Не участвовал  | Не участвовал  | Не участвовал  | Не участвовал  | Не участвовал  | Не участвовал  | Не участвовал  |
| 2021/22                                                                                  | Кливленд Чардж   | 13               | 12               | 34,7             | 47,0             | 39,5             | 66,7             | 9,6              | 2,6              | 1,5              | 0,5              | 15,6             | Не участвовал  | Не участвовал  | Не участвовал  | Не участвовал  | Не участвовал  | Не участвовал  | Не участвовал  | Не участвовал  | Не участвовал  | Не участвовал  | Не участвовал  |
| 2022/23                                                                                  | Кливленд Чардж   | 11               | 2                | 22,2             | 52,3             | 40,7             | 63,2             | 5,9              | 1,1              | 0,5              | 0,5              | 12,2             | 1              | 1              | 34,7           | 75,0           | 83,3           | 50,0           | 8,0            | 1,0            | 0,0            | 3,0            | 19,0           |
| 2023/24                                                                                  | Уэстчестер Никс  | 13               | 10               | 28,7             | 44,3             | 36,0             | 71,4             | 8,7              | 2,6              | 0,9              | 0,9              | 13,8             | Не участвовал  | Не участвовал  | Не участвовал  | Не участвовал  | Не участвовал  | Не участвовал  | Не участвовал  | Не участвовал  | Не участвовал  | Не участвовал  | Не участвовал  |
| 2023/24                                                                                  | Саут-Бей Лейкерс | 3                | 0                | 27,5             | 39,3             | 29,4             | 75,0             | 6,0              | 1,7              | 1,3              | 0,7              | 11,0             | Не участвовал  | Не участвовал  | Не участвовал  | Не участвовал  | Не участвовал  | Не участвовал  | Не участвовал  | Не участвовал  | Не участвовал  | Не участвовал  | Не участвовал  |
|                                                                                          | Всего            | 42               | 24               | 28,3             | 46,6             | 37,5             | 68,3             | 7,8              | 2,0              | 1,0              | 0,6              | 13,4             | Не участвовал  | Не участвовал  | Не участвовал  | Не участвовал  | Не участвовал  | Не участвовал  | Не участвовал  | Не участвовал  | Не участвовал  | Не участвовал  | Не участвовал  |
| Наведите курсор мыши на аббревиатуры в заголовке таблицы, чтобы прочесть их расшифровку. |                  |                  |                  |                  |                  |                  |                  |                  |                  |                  |                  |                  |                |                |                |                |                |                |                |                |                |                |                |

### Статистика в NCAA
| Сезон | Команда | Conf  | Class | GP  | GS | MPG  | FG%  | 3P%  | FT%  | RPG  | APG | SPG | BPG | PPG  |
| --- | ------- | ----- | ----- | --- | -- | ---- | ---- | ---- | ---- | ---- | --- | --- | --- | ---- |
| 2015/16 | Белмонт | OVC   | FR    | 32  | 1  | 18,4 | 49,5 | 23,9 | 66,7 | 4,5  | 0,9 | 0,6 | 0,6 | 4,3  |
| 2016/17 | Белмонт | OVC   | SO    | 30  | 30 | 30,1 | 53,3 | 39,8 | 73,3 | 6,3  | 1,6 | 0,9 | 1,0 | 9,2  |
| 2017/18 | Белмонт | OVC   | JR    | 33  | 33 | 35,4 | 55,9 | 42,6 | 71,8 | 9,3  | 2,7 | 1,0 | 0,9 | 17,3 |
| 2018/19 | Белмонт | OVC   | SR    | 33  | 33 | 33,2 | 54,0 | 42,9 | 84,7 | 10,8 | 2,5 | 1,4 | 0,6 | 21,3 |
| Всего | Всего   | Всего | Всего | 128 | 97 | 29,4 | 54,1 | 40,6 | 76,1 | 7,8  | 2,0 | 1,0 | 0,8 | 13,2 |
| Наведите курсор мыши на аббревиатуры в заголовке таблицы, чтобы прочесть их расшифровку Статистика приведена с сайта sports-reference.com |         |       |       |     |    |      |      |      |      |      |     |     |     |      |